# 안드레이 마카레비치
안드레이 바디모비치 마카레비치(러시아어: Андрей Вадимович Макаревич, 1953년 12월 11일 ~ )는 소련과 러시아의 가수, 작곡가, 작가, 그래픽 아티스트, 텔레비전 진행자, 프로듀서, 시인이다.

## 생애
안드레이 마카레비치는 모스크바에서 미생물학자로 근무하던 유대계 러시아인 어머니인 니나 마르코브나 마카레비치와 건축가로 근무하던 벨라루스계 러시아인 아버지인 바딤 그리고리예비치 마카레비치의 아들로 태어났다. 모스크바 건축 연구소에서 그래픽 아티스트로 활동했지만 영국의 록 밴드인 비틀즈의 팬이었던 마카레비치는 가수가 되기로 결심한다.
1968년에는 록 밴드 마시나 프메레니(러시아어: Машина времени, Mashina Vremeni)를 결성했다. 러시아어로 "타임 머신"이라는 뜻을 가진 록 밴드인 마시나 프메레니는 소련, 러시아의 록 음악 역사에서 큰 역할을 했다. 또한 여러 장의 솔로 음반을 발표하고 러시아의 텔레비전 프로그램에 출연하는 한편 러시아의 여러 가수들, 음악 그룹들과의 콜라보레이션을 진행하기도 했다.
마카레비치는 여러 권의 시집, 2권의 회고록을 발표했고 1999년에는 러시아 정부로부터 인민예술가 칭호를 받았다. 2009년에는 미하일 고르바초프와 함께 솔로 음반 제작에 참여하기도 했다. 2014년 3월에는 러시아의 크림 공화국 합병을 비판하는 반전 시위에 동참했고 2014년 8월에는 돈바스 전쟁으로 인해 길을 잃은 우크라이나 루한스크주의 국내실향민들을 위한 콘서트를 개최했다. 이 때문에 러시아의 국영 매체들이 그를 "역적", "파시스트"로 묘사하기도 했다.
2014년에는 인권에 대한 비폭력적인 공로를 인정받아 라이너 힐데브란트 인권상을 수상했다. 2015년 7월에는 우크라이나의 록 밴드 하이다마키, 폴란드의 가수 마치에이 말렌추크와 함께 러시아어, 우크라이나어, 폴란드어 가사가 들어간 노래 《오직 사랑만이 당신을 계속 지켜준다》(우크라이나어: Тільки любов залишить тебе живим)를 발표했다.